# Epizeuxis calvaria
Epizeuxis calvaria är en fjärilsart som beskrevs av Ignaz Schiffermüller 1776. Epizeuxis calvaria ingår i släktet Epizeuxis och familjen nattflyn. Inga underarter finns listade i Catalogue of Life.